# Mayfield (Pennsylvanie)
Pour les articles homonymes, voir Mayfield.
Le borough de Mayfield est situé dans le comté de Lackawanna, dans le Commonwealth de Pennsylvanie, aux États-Unis. Sa population, qui s’élevait à 1 807 habitants lors du recensement de 2010, est estimée à 1 695 habitants en 2019.